# Comuna Chiuza, Bistrița-Năsăud
Chiuza (în maghiară: Középfalva, în germană: Mitteldorf) este o comună în județul Bistrița-Năsăud, Transilvania, România, formată din satele Chiuza (reședința), Mireș, Piatra și Săsarm.

## Demografie
Componența etnică a comunei Chiuza
     Români (93,95%)
     Romi (1,06%)
     Alte etnii (0,34%)
     Necunoscută (4,64%)
Componența confesională a comunei Chiuza
     Ortodocși (75,42%)
     Penticostali (17,66%)
     Alte religii (1,98%)
     Necunoscută (4,93%)
Conform recensământului efectuat în 2021, populația comunei Chiuza se ridică la 2.067 de locuitori, în creștere față de recensământul anterior din 2011, când fuseseră înregistrați 1.866 de locuitori. Majoritatea locuitorilor sunt români (93,95%), cu o minoritate de romi (1,06%), iar pentru 4,64% nu se cunoaște apartenența etnică. Din punct de vedere confesional, majoritatea locuitorilor sunt ortodocși (75,42%), cu o minoritate de penticostali (17,66%), iar pentru 4,93% nu se cunoaște apartenența confesională.

## Politică și administrație
Comuna Chiuza este administrată de un primar și un consiliu local compus din 11 consilieri. Primarul, Grigore Bradea[*], de la Partidul Social Democrat, este în funcție din 2004. Începând cu alegerile locale din 2024, consiliul local are următoarea componență pe partide politice:
|  | Partid                          | Consilieri | Componența Consiliului | Componența Consiliului | Componența Consiliului | Componența Consiliului |
|  | ------------------------------- | ---------- | ---------------------- | ---------------------- | ---------------------- | ---------------------- |
|  | Partidul Social Democrat        | 4          |                        |                        |                        |                        |
|  | Partidul Național Liberal       | 3          |                        |                        |                        |                        |
|  | Alianța pentru Unirea Românilor | 2          |                        |                        |                        |                        |
|  | Alianța Dreapta Unită           | 1          |                        |                        |                        |                        |
|  | Partidul Puterii Umaniste       | 1          |                        |                        |                        |                        |

## Atracții turistice
- Biserica Ortodoxă din Chiuza
- Biserica reformată din satul Săsarm, construcție secolul al XVI-lea, monument istoric
- Biserica ortodoxă din Săsarm
- Monumentul Eroilor, Săsarm
- Sit arheologic , Săsarm

## Vezi și
- Biserica reformată din Săsarm
- Someșul Mare (sit de importanță comunitară)